# Colonia Guadalupe, Coatepec Harinas
Colonia Guadalupe är en ort i Mexiko, tillhörande kommunen Coatepec Harinas i södra delen av delstaten Mexiko. Orten hade 312 invånare vid folkräkningen 2010.